# Ammotrypane sarsi
Ammotrypane sarsi är en ringmaskart som beskrevs av Eliason 1962. Ammotrypane sarsi ingår i släktet Ammotrypane och familjen Opheliidae. Inga underarter finns listade i Catalogue of Life.